# The Good Mothers
Ne doit pas être confondu avec La Fureur d'une mère.
The Good Mothers est une mini-série télévisée dramatique policière britannico-italienne réalisée par Julian Jarrold et Elisa Amoruso en 2023. Basée sur une histoire vraie et adaptée du roman éponyme d'Alex Perry, la série décrit comment trois femmes courageuses, au sein de la célèbre mafia calabraise 'Ndrangheta, ont travaillé avec une procureure pour faire tomber l'empire criminel.
The Good Mothers a été présenté en avant-première mondiale le 21 février 2023, dans la catégorie séries, lors de la Berlinale 2023, 73e édition. Les deux premiers épisodes sur les six composant la série ont été projetés. La série a été diffusée le 5 avril 2023 à l'international sur Disney+ et sur Hulu aux États-Unis,.

## Synopsis

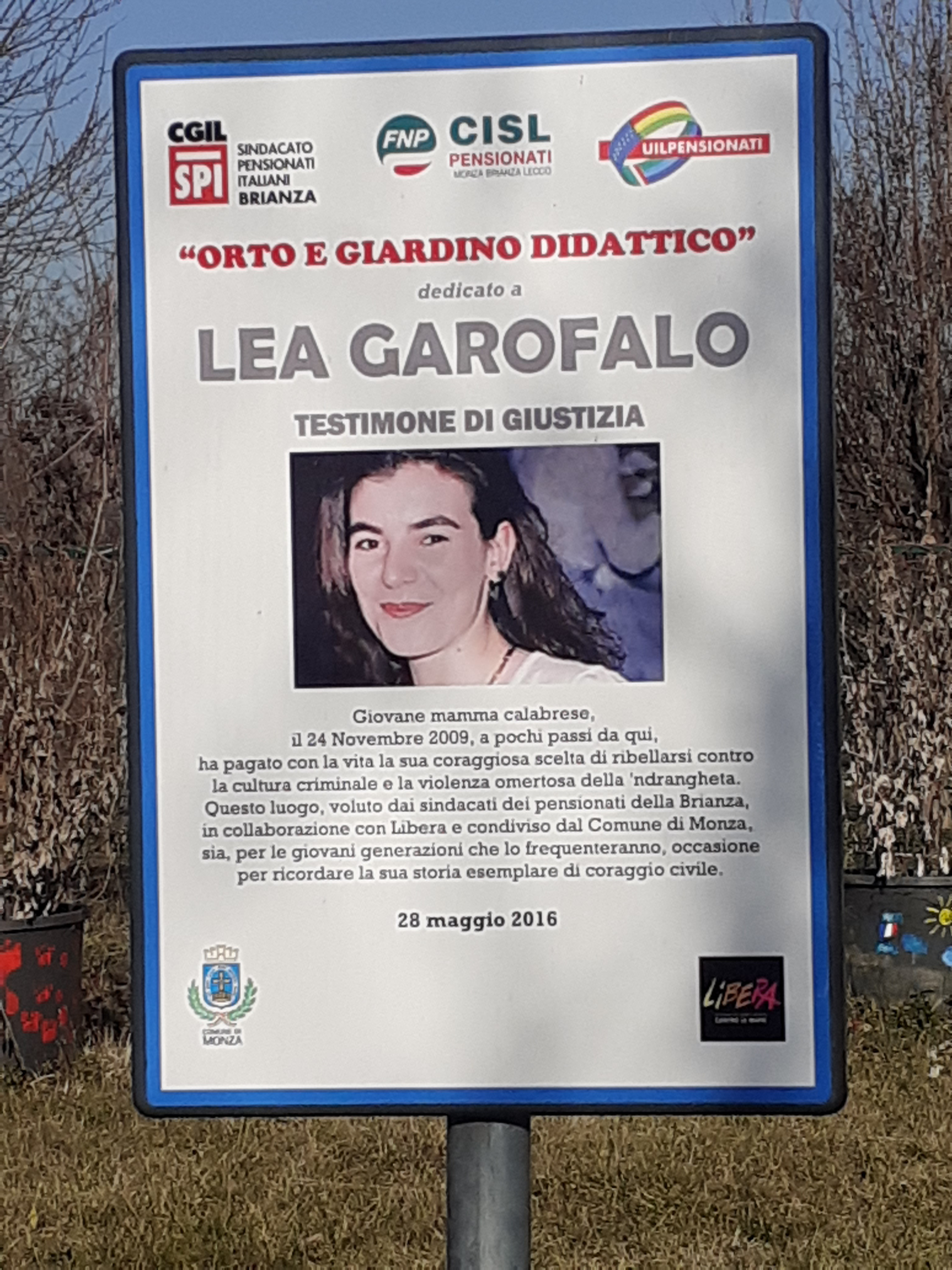
Affiche hommage à Lea Garofalo dans lOrto e Giardino Didattico qui lui est dédié à Monza.

La série se déroule en 2010 et commence avec la disparition de Lea Garofalo, qui, avec sa fille Denise, a décidé de mettre fin à la mafia 'Ndrangheta. En Calabre, Anna Colace, une procureure engagée contre les clans criminels, développe une nouvelle stratégie pour écraser le pouvoir des gangs, en incitant les membres féminins à collaborer et ainsi saper la structure du pouvoir de l'organisation. Une stratégie qui met les femmes au premier plan, qui trahissent leur famille, dans l’espoir d’un avenir meilleur pour elles-mêmes et leurs enfants.

## Distribution
- Gaia Girace : Denise Cosco
- Valentina Bellè : Giuseppina Pesce
- Barbara Chichiarelli : Anna Colace
- Francesco Colella : Carlo Cosco
- Simona Distefano : Concetta Cacciola
- Andrea Dodero : Carmine
- Micaela Ramazzotti : Léa Garofalo
- Andrea Riso : Enrico

## Production
Le 15 avril 2021, Disney+ confirme la production de la série Star Original The Good Mothers. Cette série fait partie des premières productions originales européennes de Disney+ et Star.

## Réception critique
Le site Web agrégateur de critiques Rotten Tomatoes rapporte un taux d'approbation de 100 % avec une note moyenne de 8/10, basée sur 7 critiques.
Joel Keller de Decider affirme : « Le premier épisode de The Good Mothers met en place une histoire puissante d'une faction inconnue des familles de la 'Ndrangheta qui s'est levée et a aidé à les faire tomber. ». Jasper Rees de The Telegraph donne à la série une note de 5 étoiles sur 5, la qualifie de « superbe adaptation » du livre d'Alex Perry, et déclare que chaque épisode est « convaincant ». Nick Clark de l'Evening Standard donne à The Good Mothers une note de 4 étoiles sur 5, écrivant : « Un drame mafieux graveleux en langue italienne n'était peut-être pas une lacune évidente dans le CV de Julian Jarrold, mais c'est traité de manière experte. C'est magnifiquement tourné et d'une tension palpitante. Regardez-le, mamma mia, c'est bon. ».
Arnaud Sagnard du Nouvel Observateur estime que « The Good Mothers », [est] la meilleure série sur la mafia depuis « Gomorra » ! ». Il compare trois séries tournées sur la mafia, Les Soprano, Gomorra et The Good Mothers, évoquant pour cette dernière « une lecture marxiste et féministe inédite. ». Constance Jamet du Figaro TV parle de « The Good Mothers sur Disney + : ces femmes qui ont noyé la pieuvre ». Tandis que Courrier International estime que la série « offre une « dignité » aux femmes qui ont dénoncé la mafia. ».

### Distinctions
| Année | Prix                                    | Catégorie                    | Nomination           | Résultat | Ref.   |
| ----- | --------------------------------------- | ---------------------------- | -------------------- | -------- | ------ |
| 2023  | 73rd Berlin International Film Festival | Berlinale Series             | The Good Mothers     | Lauréat  | ,      |
| 2023  | Nastri D'Argento Grandi Serie           | Best Series                  | The Good Mothers     | Nommé    | ,      |
| 2023  | Nastri D'Argento Grandi Serie           | Best Actress                 | Barbara Chichiarelli | Nommé    | ,      |
| 2023  | Nastri D'Argento Grandi Serie           | Best Actor                   | Francesco Colella    | Nommé    | ,      |
| 2023  | Nastri D'Argento Grandi Serie           | Best Supporting Actress      | Valentina Bellè      | Lauréat  | ,      |
| 2024  | 29th Critics' Choice Awards             | Best Foreign Language Series | The Good Mothers     | Nommé    | [ 18 ] |